# 1130년대
1130년대는 1130년부터 1139년까지를 가리킨다.